# 國民老公2
《国民老公2》（英語：Pretty Man），2019年中國偶像劇，本劇改編自葉非夜的原創小說《國民老公帶回家》，由熊梓淇、赖雨濛、虞祎杰、陈姝君領銜主演。陈雨成、陈诗敏、于美紅、蔡榮等主演的都市情感偶像劇。

## 劇情大綱
該劇根據閱文集團白金作家葉非夜熱門小說《國民老公帶回家》改編，講述了婚後的"瑾年安好"夫婦面對重重磨難，依舊勇敢追愛的故事。

## 演員列表

### 主要演员
| 演員   | 角色   | 介紹 |
| 熊梓淇 | 陆瑾年 | 喬安好的丈夫，娛樂圈的頂級明星，領譽傳媒的CEO，曾暗戀喬安好，然而因為誤會兩人錯過了十一年，第一季在許嘉木母親安排下與喬安好假結婚，結婚後兩人隱婚，過著最熟悉的陌生人生活，當一切誤會解除後，兩人迎來了他們的幸福生活，第二季與喬安好正式結婚，在副手甄希離開後獨力處理公司，因為乔安好內疚而決意離婚時極力挽留，知道乔安好有妊娠型心臟病時要求其人工流產而陷入冷戰，最終決定一齊面對，劇尾喜得麟兒，與乔安好一家三口過住幸福的日子。 |
| 賴雨濛 | 乔安好 | 喬家集團的千金，娛樂圈的新人喬伊，陸瑾年的妻子，經歷變故後，她與陸瑾年再次相遇並且展開了愛的追逐戰。 |
| 虞祎杰 | 许嘉木 | 韓氏集團的繼承人，韓如初的兒子，為人淡漠，珍惜宋相思。 |
| 陳姝君 | 宋相思 | 陸瑾年的圈內好友，演技派當紅女星，腹黑且耿直，與許嘉木最終走在一起。 |

### 其他演員
| 演員   | 角色   | 介紹                                                                                           |
| 陳雨成 | 秦一明 | 喜歡喬安好，三禾傳媒的CEO，秦璐的哥哥。                                                        |
| 陳詩敏 | 喬安夏 | 喬安好的堂姐，一開始喜歡陸瑾年，被程漾追求，因為程漾失憶而明白自己心意，最後成為程漾的女朋友。 |
| 蔡榮   | 程漾   | 喜歡安夏，最後成為了影帝，喬安夏的男朋友。                                                     |
|        | 林芊芊 | 喜歡許嘉木，最後因為綁架了喬安好和宋相思而入獄。                                               |
| 張力文 | 申明哲 | 陸瑾年的助理、經紀人、喜歡趙萌。                                                               |
| 陳盈燕 | 赵萌   | 喬安好高中、大學的好閨密，也是喬安好經紀人。                                                   |
| 韓忠羽 | 秦璐   | 秦一明的妹妹。                                                                                 |
| 劉然   | 甄希   | 喜歡陸瑾年，但始終得不到陸瑾年的心。                                                           |
| 苗雨   | 余成   | 秦一明的助理。                                                                                 |
| 孟适   | 曉東   | 程漾的經紀人。                                                                                 |

### 特別演出
| 演員 | 角色   | 介紹           |
| 天心 | 韓如初 | 許嘉木的母親。 |

### 友情客串
| 演員 | 角色   | 介紹 |
| 鍾祺 | 林詩意 |      |

## 電視劇歌曲
| 曲序 | 曲目                     |        | 作曲       | 编曲   | 演唱           |
| ---- | ------------------------ | ------ | ---------- | ------ | -------------- |
| 1.   | 降臨（中題推廣曲）       | 陳雪燃 | 林喬       | 陳雪燃 | 陳雪燃         |
| 2.   | 只想跟你在一起（片尾曲） | 邵翼天 | 邵翼天     | 孙沛   | 熊梓淇、賴雨濛 |
| 3.   | 都怪我記性太好（片頭曲） | 苏晴   | 苏晴       | 陳沁揚 | 熊梓淇         |
| 4.   | 多麼幸運遇見你（插曲）   | 杜鵑   | 李岩、林喬 | 韵非   | 陳詩敏         |
| 5.   | 留在我身邊（插曲）       | 都智文 | 林喬       | 韵非   | 虞禕杰、陳姝君 |
| 6.   | 當我遇見這樣的你（插曲） | 羅錕   | 張贏       | 韵非   | 蔡榮           |
| 7.   | 佔據（插曲）             | 李天陽 | 李天陽     |        | HAO BOYS       |
| 8.   | 心動信號（插曲）         | 于樂   | 于樂       |        | Hao Girls      |
| 9.   | 安全距離（插曲）         | 李天陽 | 李天陽     | 徐傑   | 阮澤軼         |